# Stripped (Lied)
Stripped ist ein Lied der britischen Band Depeche Mode. Es erschien im Februar 1986 als Single aus ihrem Album Black Celebration.

## Hintergrund
Stripped wurde Ende 1985 mit Daniel Miller und Gareth Jones während der Aufnahmen zu Black Celebration eingespielt und war die erste Singleauskopplung aus dem Album. Das Stück verwendete in innovativer Weise Sampling. So wurde für den Rhythmus ein verzerrter Motorradsound verwendet. Am Anfang hört man die Zündung des Porsches von Sänger Dave Gahan, am Ende wurden Feuerwerksgeräusche verwendet. Eines der drei B-Seiten-Stücke der Single Stripped, But Not Tonight, wurde vom Label Sire Records für den Film Hummeln im Hintern (Modern Girls) verwendet und erschien im Oktober 1986 in den USA als Single, wobei wiederum Stripped als B-Seite fungierte.

## Chartplatzierungen
In Großbritannien erreichte Stripped Platz 15 und in Deutschland Platz 4 der Charts.
| ChartsChartplatzierungen     | Höchstplatzierung | Wochen |
| ---------------------------- | ----------------- | ------ |
| Deutschland (GfK)            | 4 (14 Wo.)        | 14     |
| Schweiz (IFPI)               | 8 (10 Wo.)        | 10     |
| Vereinigtes Königreich (OCC) | 15 (8 Wo.)        | 8      |

| ChartsJahrescharts (1986) | Platzierung |
| ------------------------- | ----------- |
| Deutschland (GfK)         | 48          |

## Coverversionen (Auszug)
- 1995 coverte Novembre den Song für das Album Arte Novecento
- 1997 coverte die deutsche Band In Strict Confidence den Song in einer zehnminütigen Fassung.
- 1998 coverte die deutsche Band Rammstein das Lied als Single. Die Version erreichte Platz 14 der deutschen Charts.[7] Diese Version war ursprünglich auf dem Depeche-Mode-Tribut-Album For the Masses enthalten. Es war das erste englischsprachige Lied der Band. Es erschien zusätzlich als Live-Version auf ihrer Live-DVD Völkerball. 2019 veröffentlichten Rammstein ihr Musikvideo zu Stripped erstmals auf Youtube, das 1998 aufgrund der verwendeten Sequenzen aus Leni Riefenstahls Olympia-Film stark kritisiert wurde.
- 2004 coverte Scooter Stripped für ihr Album Mind the Gap, im Jahr 2006 veröffentlichten sie es noch einmal auf ihren Live-Album Excess All Areas. 2007 produzierten sie für den Song eine Orchesterversion, die nur als Download veröffentlicht wurde.
- 2005 coverte Jimmy Somerville But Not Tonight für das Album Home Again.
- 2005 coverte Shiny Toy Guns Stripped für Goth Electro Tribute to Depeche Mode. Danach veröffentlichten sie den Song auf der zweiten Version ihres Albums We Are Pilots.
- Die schwedische Rockband Kent beendete ihre Konzerte während der Isola-Tour 1998 mit Stripped.
- Sylvain Chauveau coverte den Song für Down to the Bone – An Acoustic Tribute to Depeche Mode zusammen mit Ensemble Nocturne.